# マルソデカラッパ
マルソデカラッパ（Calappa calappa） は、エビ目（十脚目）・カニ下目・カラッパ科に分類されるカニの一種。日本では相模湾以南の近海に生息するほか、西太平洋、インド洋などに広く分布する。浅海の藻場やサンゴ礁に生息する。
甲幅は13cm程度。甲の後側縁の張り出しが極めて強く、丸い蓋を上からかぶせたように体を覆っている。甲は滑らかであるが、単色のものと暗赤色の斑点があるものの2種がある。鋏脚は幅広く、普段は防御のため甲のない体の前部を覆い隠すようにしている。前から見ると両手で顔を覆って羞恥しているようにも見え、ユーモラスな姿である。
通常は目だけ出して砂にもぐっている。鋏脚で貝類の殻を刳り貫くように切り開き、捕食する。